# Газоконденсатно-нафтовий поклад
Газоконденсатно-нафтовий поклад (рос. газоконденсатно-нефтяная залежь, англ. gas condensate and oil deposit; нім. Gaskondensatlager n mit industrienutzbarem Ölsraum m) — поклад, що містить газоконденсатну шапку і нафт. облямівку пром. значення. Складається з двох термодинамічно рівноважних фаз: газоподібної (в якій у промислово-значимій кількості присутні пари бензиногасових компонентів) і нафти.
Г.-н.п., як правило, поширені в ниж. частинах продуктивного розрізу нафтогазоносних басейнів. Нафта і конденсат близькі за вуглеводневим складом. Вихід конденсату для різних Г.-н.п. становить 50-1000 г/м3, тобто вищий, ніж у газоконденсатних покладах. Нафти цих покладів, як правило, низької густини (785—810 кг/м³), з високим виходом бензиногасових фракцій та низької смолистості (0,5 — 10).
У порівнянні із звичайними газоконденсатними покладами газова фаза Г.-н.п. відрізняється більш високим вмістом конденсату.
Для покладів характерні близькість нафт і конденсатів за вуглеводневим складом. Звичайно в газовій фазі Г.-н.п. концентруються більш легкокиплячі метанові вуглеводні (збагачені розгалуженими ізомерами), циклопентанові вуглеводні; вміст ароматичних вуглеводнів знижується. Вміст газового конденсату від склепінної частини покладу до газонафтового контакту звичайно збільшується в результаті впливу нафтових облямівок і росту пластового тиску. Паралельно змінюється склад конденсату — в ньому збільшується концентрація ароматичних вуглеводнів і знижується вихід легкокиплячих фракцій.
Вихід конденсату для різних Г.-н.п. змінюється від 50–100 до 1000 г/м3, тобто вище, ніж у газоконденсатних покладах без нафтових облямівок (при близьких термобаричних умовах залягання).
У формуванні нафтових облямівок Г.-.н.п. певну роль відіграють ретроградні процеси (зворотної конденсації і зворотного випаровування). У цих випадках облямівка утворюється в результаті випадання рідких вуглеводнів з газоконденсатної суміші після досягнення нею пастки і зниження тиску і температури нижче критичної або в самому газоконденсатному покладі в результаті зниження пластового тиску через витікання частини газу через покришку, при тектонічних процесах та ін. (нафтові облямівки газоконденсатного генезису). Нафти подібних покладів мають, як правило, низьку густину (785—810 кг/м3), високий вихід бензино-гасових фракцій (до 300°С 60–90 %), низьку смолистість (0,5–10 %). Інша група нафтових облямівок Г.-.н.п. утворюється в результаті надходження в нафтовий поклад високонапірного газу і зворотного випаровування частини легкокиплячих фракцій, які містяться в пастці нафти (т. зв. залишкові нафтові скупчення). В цьому випадку нафти (у порівнянні з нафтами однофазних покладів даного регіону) характеризуються відносно вищою густиною, меншим виходом світлих фракцій і більшим вмістом смолистих речовин. Можлива наявність в Г.-н.п. нафтових облямівок змішаного генезису.